# Limonal
Limonal es una parroquia rural perteneciente al cantón Daule, se encuentra ubicada al norte del cantón Daule, a la altura del km. 54 de la vía Guayaquil-Daule-Balzar, Ecuador. Cuenta con una población de 8774 personas, de las cuales el 51.25% son hombres y el 48.75% son mujeres. La mayoría de su población sabe leer y escribir; esta es una de las parroquias más grandes del cantón.
El clima de la parroquia El Limonal es tropical seco de sabana. Limita al norte con el cantón Santa Lucía, al sur con la Cabecera Cantonal Daule, al este con la parroquia rural El Laurel y al oeste con la Cabecera Cantonal Daule.